# Onthophagus parallelicornis
Onthophagus parallelicornis é uma espécie de inseto do género Onthophagus, família Scarabaeidae, ordem Coleoptera.
Foi descrita cientificamente por MacLeay em 1887.